# John Travolta

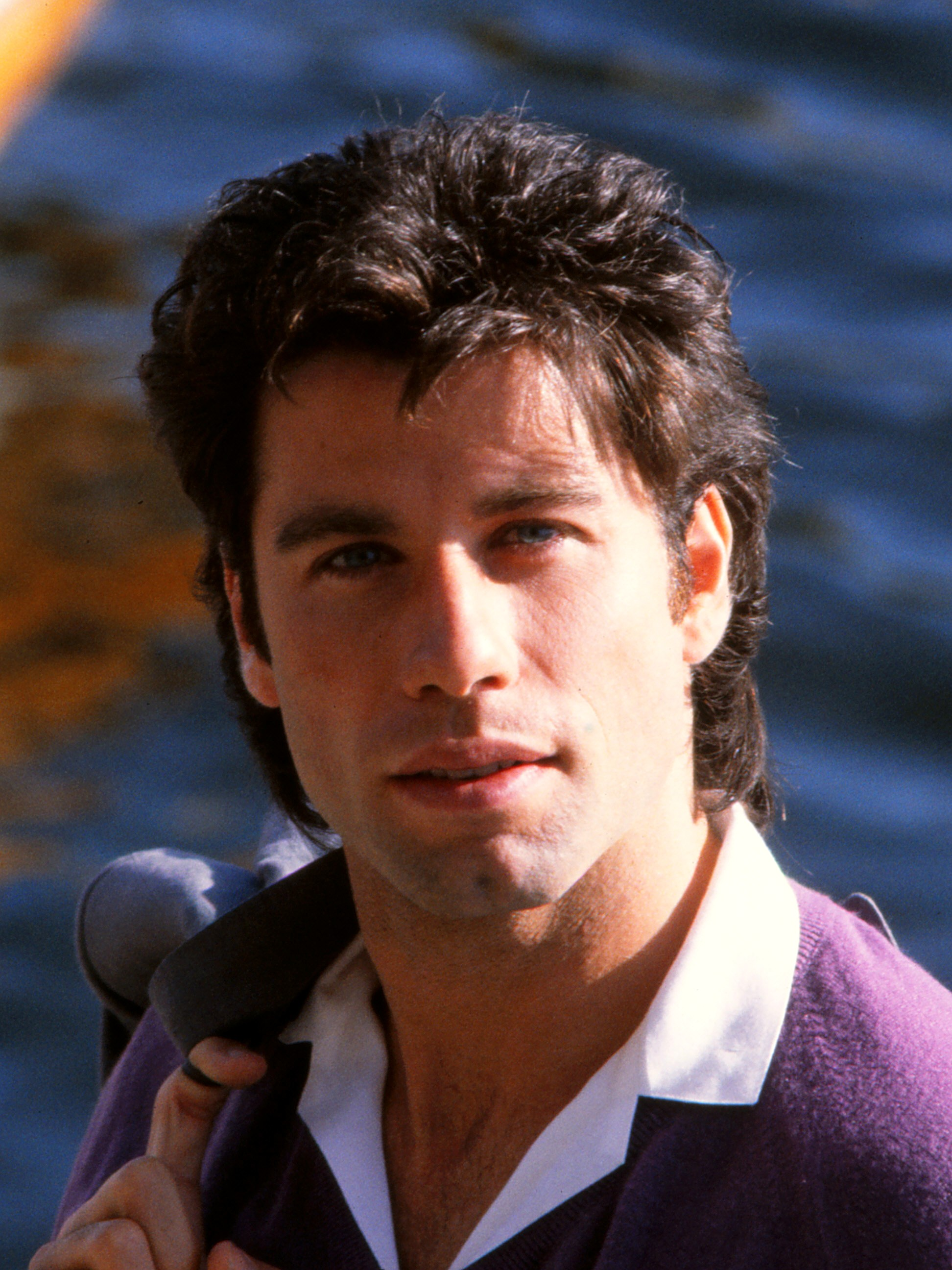
John Travolta v roce 1983

John Joseph Travolta (* 18. února 1954 Englewood, New Jersey, USA) je americký herec, tanečník a zpěvák, který se proslavil ve filmech Horečka sobotní noci a Pomáda. Návrat na herecké výsluní mu umožnila role Vincenta Vegy v kultovním filmu Quentina Tarantina Pulp Fiction: Historky z podsvětí.

## Osobní život
Narodil se jako nejmladší ze šesti dětí do rodiny bývalého poloprofesionálního hráče fotbalu Salvatora Travolty (1912–1995) a jeho manželky Helen Cecilie, rozené Burke (1912–1978), učitelky herectví. Otec byl italského původu. Jeho předci pocházeli z Palerma na Sicílii. Matka měla irské předky.
Od roku 1975 se hlásí ke scientologické církvi.
Dne 2. ledna 2009 zemřel jeho šestnáctiletý syn Jett na rodinné dovolené na Bahamách. Podle bahamského úmrtního listu zemřel na epileptický záchvat. Jett, který měl v minulosti epileptické záchvaty, údajně trpěl Kawasakiho syndromem již od raného dětství.
V roce 2013 byl čestným hostem 48. ročníku MFF v Karlových Varech, kam přiletěl vlastním letadlem.
V roce 2020 zemřela jeho žena Kelly Prestonová na rakovinu prsu.

## Filmografie
- 2019
  - Trading Paint – Sam Munroe
  - The Poison Rose – Carson Phillips
  - The Fanatic – Moose
- 2018
  - Gotti – John Gotti
  - Speed Kills – Ben Aronoff
- 2016
  - In a Valley of Violence – Marshal Clyde Martin
  - I Am Wrath – Stanley Hill
- 2015
  - Life on the Line – Beau Ginner
  - Criminal Activities – Eddie
- 2014
  - The Forger – Ray Cutter
- 2013
  - Sezóna zabíjení – Emil Kovac
- 2012
  - Divoši – Dennis
- 2010
  - Bez soucitu – Charlie Wax
- 2009
  - Únos vlaku 1 2 3 – Bernard Ryder alias Mr. Blue
  - Starý páky – Charlie
- 2008
  - Bolt – pes pro každý případ – Bolt – hlas
- 2007
  - Divočáci – Woody Stevens
  - Hairspray – Edna Turnblad
- 2006
  - Zabijáci osamělých srdcí – Elme C. Robinson
- 2005
  - Buď v klidu – Chili Palmer
- 2004
  - A Love Song for Bobby Long – Bobby Long
  - Kat – Howard Saint
  - Okrsek 49 – kapitán Mike Kennedy
- 2003
  - Zelené peklo – Tom Hardy
- 2002
  - Austin Powers – Goldmember – slavný Goldúd
- 2001
  - Malý svědek – Frank Morrison
  - Swordfish – Operace: Hacker – Gabriel Shear
- 2000
  - Bojiště Země – Terl
  - Šťastná čísla – Russ Richards
- 1999
  - Generálova dcera – Paul Brenner
- 1998
  - Barvy moci – guvernér Jack Stanton
  - Tenká červená linie – brigádní generál Quintard
  - Žaloba – Jan Schlichtman
- 1997
  - Jak ta je úžasná! – Joey
  - Město šílenců – Sam Baily
  - Tváří v tvář – Sean Archer
- 1996
  - Fenomén – George Malley
  - Michael – Michael
  - Operace: Zlomený šíp – Victor Deakins
- 1995
  - Chyťte ho! – Chili Palmer
  - Černá klec
- 1993
  - Kdopak to mluví 3 – James Ubriacco
  - Pulp Fiction: Historky z podsvětí – Vincent Vega
- 1991
  - Křik (americký film) – Jack Cabe
- 1990
  - Kdopak to mluví 2 – James Ubriacco
  - Nebezpečná hra – Bobby Allen
- 1989
  - Kdopak to mluví – James Ubriacco
  - Zlaté okovy
- 1983
  - Dva podobní – Zack
  - Staying Alive – Tony Manero
- 1981
  - Výbuch – Jack Terry
- 1980
  - Městský kovboj – Buford 'Bud' Uan Davis
- 1978
  - Pomáda – Danny Zuko
- 1977
  - Horečka sobotní noci – Tony Manero
- 1976
  - Carrie – Billy